# Hyalarcta
Hyalarcta é um gênero de mariposa pertencente à família Acrolophidae.